# Pantaibahagia
Pantaibahagia is een bestuurslaag in het regentschap Bekasi van de provincie West-Java, Indonesië. Pantaibahagia telt 6737 inwoners (volkstelling 2010).